# Peperomia semipuberula
Peperomia semipuberula är en pepparväxtart som beskrevs av Trel. & Yunck.. Peperomia semipuberula ingår i släktet peperomior, och familjen pepparväxter. Inga underarter finns listade i Catalogue of Life.